# Хивручей
Хивручей — река на юге Холмогорского района Архангельской области, правый приток реки Большая Чача (бассейн Северной Двины). Длина Хивручья — 12 км.

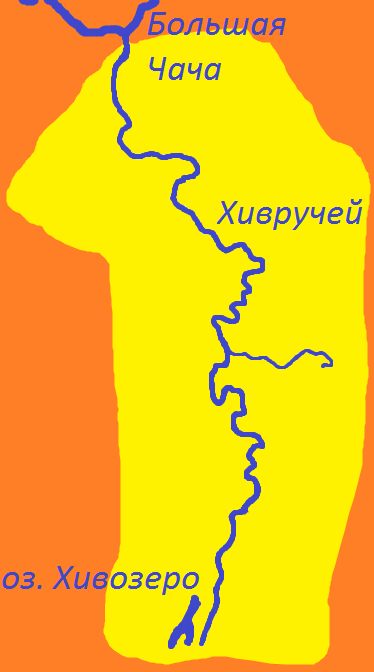
Бассейн Хивручья

Хивручей — самый первый более-менее значимый приток реки Большая Чача (за исключением реки Илексы). Исток реки Хивручей расположен рядом с Чачевскими озёрами. Основной отрезок течения Хивручей течёт по болоту Хивскому. Хивручей течёт по лесной ненаселённой местности. Хивручей течёт на северо-запад.
Высота истока — 32 м над уровнем моря.